# Vòng đấu loại trực tiếp UEFA Conference League 2024–25
Vòng đấu loại trực tiếp UEFA Conference League 2024–25 bắt đầu vào ngày 13 tháng 2 với vòng play-off đấu loại trực tiếp và kết thúc vào ngày 28 tháng 5 năm 2025 với trận chung kết tại sân vận động Wrocław ở Wrocław, Ba Lan, để quyết định nhà vô địch của UEFA Conference League 2024–25. Tổng cộng có 24 đội sẽ tranh tài ở vòng đấu loại trực tiếp, với 16 đội tham gia vòng play-off và 8 đội được miễn, vào thẳng vòng 16 đội.
Thời gian là CET/CEST, do UEFA liệt kê (giờ địa phương, nếu khác, sẽ được đặt trong dấu ngoặc đơn).

## Các đội đủ điều kiện
Vòng đấu loại trực tiếp bao gồm 24 đội đứng đầu đủ điều kiện từ vòng đấu hạng. 8 đội đứng đầu được miễn vào vòng 16 đội, trong khi các đội xếp thứ hạng từ 9 đến 24 phải tham gia vòng play-off đấu loại trực tiếp.
| Vt | Đội                  |
| -- | -------------------- |
| 1  | Chelsea              |
| 2  | Vitória de Guimarães |
| 3  | Fiorentina           |
| 4  | Rapid Wien           |
| 5  | Djurgårdens IF       |
| 6  | Lugano               |
| 7  | Legia Warszawa       |
| 8  | Cercle Brugge        |

| Vt | Đội                   |
| -- | --------------------- |
| 9  | Jagiellonia Białystok |
| 10 | Shamrock Rovers       |
| 11 | APOEL                 |
| 12 | Pafos                 |
| 13 | Panathinaikos         |
| 14 | Olimpija Ljubljana    |
| 15 | Real Betis            |
| 16 | 1. FC Heidenheim      |

| Vt | Đội                |
| -- | ------------------ |
| 17 | Gent               |
| 18 | Copenhagen         |
| 19 | Víkingur Reykjavík |
| 20 | Borac Banja Luka   |
| 21 | Celje              |
| 22 | Omonia             |
| 23 | Molde              |
| 24 | TSC                |

## Định dạng
Mỗi trận đấu trong vòng đấu loại trực tiếp, ngoại trừ trận chung kết, được chơi theo thể thức hai lượt, với mỗi đội chơi một lượt trên sân nhà. Đội ghi được nhiều bàn thắng hơn trên tổng số bàn thắng trong hai lượt sẽ tiến vào vòng tiếp theo. Nếu số bàn thắng bằng nhau thì sẽ thi đấu thêm 30 phút hiệp phụ (luật bàn thắng sân khách không được áp dụng). Nếu tỷ số vẫn bằng nhau sau khi kết thúc hiệp phụ, đội chiến thắng sẽ được quyết định bằng loạt sút luân lưu. Trong trận chung kết, được thi đấu với một trận đấu duy nhất, nếu tỷ số bằng nhau sau khi kết thúc thời gian thi đấu chính thức thì sẽ thi đấu thêm hiệp phụ, sau đó là loạt sút luân lưu nếu tỷ số vẫn bằng nhau.

### Quy trình bốc thăm
Ở vòng đấu loại trực tiếp sẽ không có sự phân biệt quốc gia nào, các đội từ cùng một quốc gia có thể đối đầu với nhau ở bất kỳ vòng nào.
Cơ chế bốc thăm cho mỗi vòng như sau:
- Trong lễ bốc thăm vòng play-off đấu loại trực tiếp, tám đội kết thúc vòng đấu hạng ở vị trí 9–16 được xếp hạt giống, còn tám đội kết thúc vòng đấu hạng ở vị trí 17–24 không được xếp hạt giống. Lễ bốc thăm được chia thành bốn phần dựa trên bảng đấu được xác định trước, với các đội được xếp hạt giống ở mỗi phần được bốc thăm đấu với một trong hai đối thủ không được xếp hạt giống của họ. Các đội được xếp hạt giống sẽ thi đấu trận lượt về trên sân nhà.
- Trong lễ bốc thăm vòng 16 đội, tám đội kết thúc vòng đấu hạng ở vị trí 1–8 được xếp hạt giống, còn tám đội thắng ở vòng play-off đấu loại trực tiếp không được xếp hạt giống. Một lần nữa, lễ bốc thăm được chia thành bốn phần dựa trên bảng đấu được xác định trước, với các đội được xếp hạt giống ở mỗi phần được bốc thăm đấu với một trong hai đối thủ không được xếp hạt giống của họ. Các đội được xếp hạt giống sẽ tổ chức trận lượt về.
- Ở vòng tứ kết và bán kết, các cặp đấu chính xác được xác định trước dựa trên bảng đấu của giải đấu. Một cuộc bốc thăm chỉ được tiến hành để xác định đội nào sẽ chơi lượt đi trên sân nhà. Một cuộc bốc thăm cũng được tổ chức để xác định đội chiến thắng ở bán kết nào được chỉ định là đội "chủ nhà" cho trận chung kết (vì mục đích hành chính vì trận đấu được tổ chức tại một địa điểm trung lập).

Ở vòng đấu loại trực tiếp, các đội từ cùng một thành phố hoặc các thành phố lân cận không được lên lịch thi đấu trên sân nhà vào cùng một ngày hoặc vào các ngày liên tiếp do lý do hậu cần và kiểm soát đám đông.(Art. 24.02) Để tránh xung đột lịch thi đấu như vậy, nếu hai đội được bốc thăm để thi đấu trên sân nhà cho cùng một lượt trận, thứ tự các lượt trận của trận đấu có sự tham gia của đội có thứ hạng trong nước thấp hơn ở mùa giải trước sẽ được đảo ngược so với lượt bốc thăm ban đầu.

### Các cặp được xác định trước
Cấu trúc bảng đấu cho vòng đấu loại trực tiếp được cố định một phần trước bằng cách sử dụng hạt giống, với mô hình đối xứng ở cả hai bên. Vị trí của các đội trong bảng đấu được xác định bởi bảng xếp hạng cuối cùng ở vòng đấu hạng, đảm bảo các đội xếp hạng cao hơn sẽ đối đầu với các đối thủ xếp hạng thấp hơn ở các vòng trước. Do đó, hai đội đứng đầu từ vòng đấu hạng không thể gặp nhau cho đến trận chung kết.
Cấu trúc của mỗi bên trong bảng đấu có thể được tóm tắt như sau, với các cặp đấu chính xác của vòng play-off và vòng 16 đội được xác định bằng cách bốc thăm:
- Vòng play-off đấu loại trực tiếp
  - Cặp I: 9/10 vs 23/24
  - Cặp II: 11/12 vs 21/22
  - Cặp đấu III: 13/14 vs 19/20
  - Cặp đấu IV: 15/16 vs 17/18
- Vòng 16 đội
  - Cặp A: 1/2 vs Thắng IV
  - Cặp B: 3/4 vs Thắng III
  - Cặp C: 5/6 vs Thắng II
  - Cặp D: 7/8 vs Thắng I
- Tứ kết
  - Cặp 1: Thắng A vs Thắng D
  - Cặp 2: Thắng B vs Thắng C
- Bán kết: Thắng 1 vs Thắng 2

## Lịch thi đấu
Lịch thi đấu như sau (tất cả các lễ bốc thăm đều được tổ chức tại trụ sở UEFA ở Nyon, Thụy Sĩ).
| Vòng                             | Ngày bốc thăm         | Lượt đi                                          | Lượt về                                          |
| -------------------------------- | --------------------- | ------------------------------------------------ | ------------------------------------------------ |
| Vòng play-off đấu loại trực tiếp | 20/12/2024, 13:00 CET | 13/2/2025                                        | 20/2/2025                                        |
| Vòng 16 đội                      | 21/2/2025, 14:00 CET  | 6/3/2025                                         | 13/3/2025                                        |
| Tứ kết                           | 21/2/2025, 14:00 CET  | 10/4/2025                                        | 17/4/2025                                        |
| Bán kết                          | 21/2/2025, 14:00 CET  | 1/5/2025                                         | 8/5/2025                                         |
| Chung kết                        | 21/2/2025, 14:00 CET  | ngày 28/5/2025 tại sân vận động Wrocław, Wrocław | ngày 28/5/2025 tại sân vận động Wrocław, Wrocław |

## Sơ đồ
|  |                                  |                                  |                                  |                                  |                                  |                         |    |             |                       |             |                       |             |                |                |            |        |        |        |        |  |  |         |         |         |         |         |  |  |           |           |           |
|  | Vòng play-off đấu loại trực tiếp | Vòng play-off đấu loại trực tiếp | Vòng play-off đấu loại trực tiếp | Vòng play-off đấu loại trực tiếp | Vòng play-off đấu loại trực tiếp |                         |    | Vòng 16 đội | Vòng 16 đội           | Vòng 16 đội | Vòng 16 đội           | Vòng 16 đội |                |                | Tứ kết     | Tứ kết | Tứ kết | Tứ kết | Tứ kết |  |  | Bán kết | Bán kết | Bán kết | Bán kết | Bán kết |  |  | Chung kết | Chung kết | Chung kết |
|  | Vòng play-off đấu loại trực tiếp | Vòng play-off đấu loại trực tiếp | Vòng play-off đấu loại trực tiếp | Vòng play-off đấu loại trực tiếp | Vòng play-off đấu loại trực tiếp |                         |    | Vòng 16 đội | Vòng 16 đội           | Vòng 16 đội | Vòng 16 đội           | Vòng 16 đội |                |                | Tứ kết     | Tứ kết | Tứ kết | Tứ kết | Tứ kết |  |  | Bán kết | Bán kết | Bán kết | Bán kết | Bán kết |  |  | Chung kết | Chung kết | Chung kết |
|  |                                  |                                  |                                  |                                  |                                  |                         |    |             |                       |             |                       |             |                |                |            |        |        |        |        |  |  |         |         |         |         |         |  |  |           |           |           |
|  |                                  |                                  |                                  |                                  |                                  |                         |    |             |                       |             |                       |             |                |                |            |        |        |        |        |  |  |         |         |         |         |         |  |  |           |           |           |
|  | 17                               | Gent                             | 0                                | 1                                | 1                                |                         |    |             |                       |             |                       |             |                |                |            |        |        |        |        |  |  |         |         |         |         |         |  |  |           |           |           |
|  | 17                               | Gent                             | 0                                | 1                                | 1                                |                         |    |             |                       |             |                       |             |                |                |            |        |        |        |        |  |  |         |         |         |         |         |  |  |           |           |           |
|  | 15                               | Real Betis                       | 3                                | 0                                | 3                                |                         |    | 15          | Real Betis            | 2           | 4                     | 6           |                |                |            |        |        |        |        |  |  |         |         |         |         |         |  |  |           |           |           |
|  | 15                               | Real Betis                       | 3                                | 0                                | 3                                |                         |    | 15          | Real Betis            | 2           | 4                     | 6           |                |                |            |        |        |        |        |  |  |         |         |         |         |         |  |  |           |           |           |
|  |                                  |                                  |                                  |                                  |                                  |                         |    | 2           | Vitória de Guimarães  | 2           | 0                     | 2           |                |                |            |        |        |        |        |  |  |         |         |         |         |         |  |  |           |           |           |
|  |                                  |                                  |                                  |                                  | 15                               | Real Betis              | 2  | 2           | Vitória de Guimarães  | 2           | 0                     | 2           | 1              | 3              |            |        |        |        |        |  |  |         |         |         |         |         |  |  |           |           |           |
|  | 24                               | TSC                              | 1                                | 1                                | 15                               | Real Betis              | 2  | 2           |                       |             |                       |             |                |                |            |        |        |        |        |  |  |         |         |         |         |         |  |  |           |           |           |
|  | 24                               | TSC                              | 1                                | 1                                |                                  |                         |    | 2           |                       | 9           | Jagiellonia Białystok | 0           | 1              | 1              |            |        |        |        |        |  |  |         |         |         |         |         |  |  |           |           |           |
|  | 9                                | Jagiellonia Białystok            | 3                                | 3                                | 6                                |                         |    | 9           | Jagiellonia Białystok | 9           | Jagiellonia Białystok | 0           | 1              | 1              | 3          | 0      | 3      |        |        |  |  |         |         |         |         |         |  |  |           |           |           |
|  | 9                                | Jagiellonia Białystok            | 3                                | 3                                | 6                                |                         |    | 9           | Jagiellonia Białystok |             |                       |             |                |                |            |        | 3      |        |        |  |  |         |         |         |         |         |  |  |           |           |           |
|  |                                  |                                  |                                  |                                  |                                  |                         |    | 8           | Cercle Brugge         | 0           | 2                     | 2           |                |                |            |        |        |        |        |  |  |         |         |         |         |         |  |  |           |           |           |
|  |                                  |                                  |                                  |                                  |                                  |                         | 15 | 8           | Cercle Brugge         | 0           | 2                     | 2           | Real Betis     | 2              | 2          | 4      |        |        |        |  |  |         |         |         |         |         |  |  |           |           |           |
|  | 21                               | Celje                            | 2                                | 2                                | 4                                |                         | 15 |             |                       |             |                       |             |                |                |            |        |        |        |        |  |  |         |         |         |         |         |  |  |           |           |           |
|  | 21                               | Celje                            | 2                                | 2                                | 4                                |                         |    |             |                       | 3           | Fiorentina (s.h.p.)   | 1           | 2              | 3              |            |        |        |        |        |  |  |         |         |         |         |         |  |  |           |           |           |
|  | 11                               | APOEL                            | 2                                | 0                                | 2                                |                         |    | 21          | Celje (p)             | 3           | Fiorentina (s.h.p.)   | 1           | 2              | 3              | 1          | 4      | 5 (3)  |        |        |  |  |         |         |         |         |         |  |  |           |           |           |
|  | 11                               | APOEL                            | 2                                | 0                                | 2                                |                         |    | 21          | Celje (p)             |             |                       |             |                |                |            |        | 5 (3)  |        |        |  |  |         |         |         |         |         |  |  |           |           |           |
|  |                                  |                                  |                                  |                                  |                                  |                         |    | 6           | Lugano                | 0           | 5                     | 5 (1)       |                |                |            |        |        |        |        |  |  |         |         |         |         |         |  |  |           |           |           |
|  |                                  |                                  |                                  |                                  | 21                               | Celje                   | 1  | 6           | Lugano                | 0           | 5                     | 5 (1)       | 2              | 3              |            |        |        |        |        |  |  |         |         |         |         |         |  |  |           |           |           |
|  | 19                               | Víkingur Reykjavík               | 2                                | 0                                | 21                               | Celje                   | 1  | 2           |                       |             |                       |             |                |                |            |        |        |        |        |  |  |         |         |         |         |         |  |  |           |           |           |
|  | 19                               | Víkingur Reykjavík               | 2                                | 0                                |                                  |                         |    | 2           |                       | 3           | Fiorentina            | 2           | 2              | 4              |            |        |        |        |        |  |  |         |         |         |         |         |  |  |           |           |           |
|  | 13                               | Panathinaikos                    | 1                                | 2                                | 3                                |                         |    | 13          | Panathinaikos         | 3           | Fiorentina            | 2           | 2              | 4              | 3          | 1      | 4      |        |        |  |  |         |         |         |         |         |  |  |           |           |           |
|  | 13                               | Panathinaikos                    | 1                                | 2                                | 3                                |                         |    | 13          | Panathinaikos         |             |                       |             |                | 28/5 – Wrocław | 3          | 1      | 4      |        |        |  |  |         |         |         |         |         |  |  |           |           |           |
|  |                                  |                                  |                                  |                                  |                                  |                         |    | 3           | Fiorentina            | 2           | 3                     | 5           |                |                |            |        |        |        |        |  |  |         |         |         |         |         |  |  |           |           |           |
|  |                                  |                                  |                                  |                                  |                                  |                         |    | 3           | Fiorentina            | 2           | 3                     | 5           |                | 15             | Real Betis | 1      |        |        |        |  |  |         |         |         |         |         |  |  |           |           |           |
|  | 22                               | Omonia                           | 1                                | 1                                | 2                                |                         |    |             |                       |             |                       |             |                |                |            |        |        |        |        |  |  |         |         |         |         |         |  |  |           |           |           |
|  | 22                               | Omonia                           | 1                                | 1                                | 2                                |                         |    |             |                       | 1           | Chelsea               | 4           |                |                |            |        |        |        |        |  |  |         |         |         |         |         |  |  |           |           |           |
|  | 12                               | Pafos                            | 1                                | 2                                | 3                                |                         |    | 12          | Pafos                 | 1           | Chelsea               | 4           | 1              | 0              | 1          |        |        |        |        |  |  |         |         |         |         |         |  |  |           |           |           |
|  | 12                               | Pafos                            | 1                                | 2                                | 3                                |                         |    | 12          | Pafos                 |             |                       |             |                |                |            |        |        |        |        |  |  |         |         |         |         |         |  |  |           |           |           |
|  |                                  |                                  |                                  |                                  |                                  |                         |    | 5           | Djurgårdens IF        | 0           | 3                     | 3           |                |                |            |        |        |        |        |  |  |         |         |         |         |         |  |  |           |           |           |
|  |                                  |                                  |                                  |                                  | 5                                | Djurgårdens IF (s.h.p.) | 0  | 5           | Djurgårdens IF        | 0           | 3                     | 3           | 4              | 4              |            |        |        |        |        |  |  |         |         |         |         |         |  |  |           |           |           |
|  | 20                               | Borac Banja Luka                 | 1                                | 0                                | 5                                | Djurgårdens IF (s.h.p.) | 0  | 1           |                       |             |                       |             |                |                |            |        |        |        |        |  |  |         |         |         |         |         |  |  |           |           |           |
|  | 20                               | Borac Banja Luka                 | 1                                | 0                                |                                  |                         |    | 1           |                       | 4           | Rapid Wien            | 1           | 1              | 2              |            |        |        |        |        |  |  |         |         |         |         |         |  |  |           |           |           |
|  | 14                               | Olimpija Ljubljana               | 0                                | 0                                | 0                                |                         |    | 20          | Borac Banja Luka      | 4           | Rapid Wien            | 1           | 1              | 2              | 1          | 1      | 2      |        |        |  |  |         |         |         |         |         |  |  |           |           |           |
|  | 14                               | Olimpija Ljubljana               | 0                                | 0                                | 0                                |                         |    | 20          | Borac Banja Luka      |             |                       |             |                |                |            |        | 2      |        |        |  |  |         |         |         |         |         |  |  |           |           |           |
|  |                                  |                                  |                                  |                                  |                                  |                         |    | 4           | Rapid Wien (s.h.p.)   | 1           | 2                     | 3           |                |                |            |        |        |        |        |  |  |         |         |         |         |         |  |  |           |           |           |
|  |                                  |                                  |                                  |                                  |                                  |                         | 5  | 4           | Rapid Wien (s.h.p.)   | 1           | 2                     | 3           | Djurgårdens IF | 1              | 0          | 1      |        |        |        |  |  |         |         |         |         |         |  |  |           |           |           |
|  | 23                               | Molde (p)                        | 0                                | 1                                | 1 (5)                            |                         | 5  |             |                       |             |                       |             |                |                |            |        |        |        |        |  |  |         |         |         |         |         |  |  |           |           |           |
|  | 23                               | Molde (p)                        | 0                                | 1                                | 1 (5)                            |                         |    |             |                       | 1           | Chelsea               | 4           | 1              | 5              |            |        |        |        |        |  |  |         |         |         |         |         |  |  |           |           |           |
|  | 10                               | Shamrock Rovers                  | 1                                | 0                                | 1 (4)                            |                         |    | 23          | Molde (s.h.p.)        | 1           | Chelsea               | 4           | 1              | 5              | 3          | 0      | 3      |        |        |  |  |         |         |         |         |         |  |  |           |           |           |
|  | 10                               | Shamrock Rovers                  | 1                                | 0                                | 1 (4)                            |                         |    | 23          | Molde (s.h.p.)        |             |                       |             |                |                |            |        | 3      |        |        |  |  |         |         |         |         |         |  |  |           |           |           |
|  |                                  |                                  |                                  |                                  |                                  |                         |    | 7           | Legia Warszawa        | 2           | 2                     | 4           |                |                |            |        |        |        |        |  |  |         |         |         |         |         |  |  |           |           |           |
|  |                                  |                                  |                                  |                                  | 7                                | Legia Warszawa          | 0  | 7           | Legia Warszawa        | 2           | 2                     | 4           | 2              | 2              |            |        |        |        |        |  |  |         |         |         |         |         |  |  |           |           |           |
|  | 18                               | Copenhagen (s.h.p.)              | 1                                | 3                                | 7                                | Legia Warszawa          | 0  | 4           |                       |             |                       |             |                |                |            |        |        |        |        |  |  |         |         |         |         |         |  |  |           |           |           |
|  | 18                               | Copenhagen (s.h.p.)              | 1                                | 3                                |                                  |                         |    | 4           |                       | 1           | Chelsea               | 3           | 1              | 4              |            |        |        |        |        |  |  |         |         |         |         |         |  |  |           |           |           |
|  | 16                               | 1. FC Heidenheim                 | 2                                | 1                                | 3                                |                         |    | 18          | Copenhagen            | 1           | Chelsea               | 3           | 1              | 4              | 1          | 0      | 1      |        |        |  |  |         |         |         |         |         |  |  |           |           |           |
|  | 16                               | 1. FC Heidenheim                 | 2                                | 1                                | 3                                |                         |    | 18          | Copenhagen            |             |                       |             |                |                |            |        | 1      |        |        |  |  |         |         |         |         |         |  |  |           |           |           |
|  |                                  |                                  |                                  |                                  |                                  |                         |    | 1           | Chelsea               | 2           | 1                     | 3           |                |                |            |        |        |        |        |  |  |         |         |         |         |         |  |  |           |           |           |
|  |                                  |                                  |                                  |                                  |                                  |                         |    | 1           | Chelsea               | 2           | 1                     | 3           |                |                |            |        |        |        |        |  |  |         |         |         |         |         |  |  |           |           |           |

## Vòng play-off đấu loại trực tiếp
Lễ bốc thăm vòng play-off đấu loại trực tiếp được tổ chức vào ngày 20 tháng 12 năm 2024, 13:00 CET.

### Hạt giống
Lễ bốc thăm đã chia các đội thành bốn nhóm hạt giống và bốn nhóm không hạt giống, dựa trên các cặp đấu được xác định trước cho vòng đấu loại trực tiếp. Các đội được phân bổ dựa trên vị trí cuối cùng của họ trong vòng đấu hạng. Các đội ở vị trí từ 9 đến 16 được xếp hạt giống (thi đấu lượt về trên sân nhà), còn các đội ở vị trí từ 17 đến 24 không được xếp hạt giống. Lễ bốc thăm bắt đầu với các đội không hạt giống, phân bổ tất cả họ vào một nhánh đấu. Sau khi hoàn thành, tất cả các đội hạt giống được xếp vào một nhánh đấu với tư cách là đối thủ của họ.
| 9/10 vs 23/24                             | 9/10 vs 23/24   | 11/12 vs 21/22  | 11/12 vs 21/22   |
| Hạt giống                                 | Không hạt giống | Hạt giống       | Không hạt giống  |
| ----------------------------------------- | --------------- | --------------- | ---------------- |
| - Jagiellonia Białystok - Shamrock Rovers | - Molde - TSC   | - APOEL - Pafos | - Celje - Omonia |

| 13/14 vs 19/20                       | 13/14 vs 19/20                          | 15/16 vs 17/18                  | 15/16 vs 17/18      |
| Hạt giống                            | Không hạt giống                         | Hạt giống                       | Không hạt giống     |
| ------------------------------------ | --------------------------------------- | ------------------------------- | ------------------- |
| - Panathinaikos - Olimpija Ljubljana | - Víkingur Reykjavík - Borac Banja Luka | - Real Betis - 1. FC Heidenheim | - Gent - Copenhagen |

### Bảng tóm tắt
Các trận lượt đi diễn ra vào ngày 13 tháng 2 và lượt về diễn ra vào ngày 20 tháng 2 năm 2025.
| Đội 1              | TTSTooltip Aggregate score | Đội 2                 | Lượt đi | Lượt về      |
| ------------------ | -------------------------- | --------------------- | ------- | ------------ |
| Gent               | 1–3                        | Real Betis            | 0–3     | 1–0          |
| TSC                | 2–6                        | Jagiellonia Białystok | 1–3     | 1–3          |
| Celje              | 4–2                        | APOEL                 | 2–2     | 2–0          |
| Víkingur Reykjavík | 2–3                        | Panathinaikos         | 2–1     | 0–2          |
| Copenhagen         | 4–3                        | 1. FC Heidenheim      | 1–2     | 3–1 (s.h.p.) |
| Molde              | 1–1 (5–4 p)                | Shamrock Rovers       | 0–1     | 1–0 (s.h.p.) |
| Omonia             | 2–3                        | Pafos                 | 1–1     | 1–2          |
| Borac Banja Luka   | 1–0                        | Olimpija Ljubljana    | 1–0     | 0–0          |

### Các trận đấu
| Gent | 0–3      | Real Betis                                |
| ---- | -------- | ----------------------------------------- |
|      | Chi tiết | - Antony 47' - Bakambu 72' - Altimira 84' |

| Real Betis | 0–1      | Gent        |
| ---------- | -------- | ----------- |
|            | Chi tiết | - Brown 87' |

Real Betis thắng với tổng tỷ số 3–1.
| TSC            | 1–3      | Jagiellonia Białystok        |
| -------------- | -------- | ---------------------------- |
| - Mboungou 28' | Chi tiết | - Imaz 31', 89' - Pululu 81' |

| Jagiellonia Białystok                         | 3–1      | TSC           |
| --------------------------------------------- | -------- | ------------- |
| - Hansen 8' - Imaz 70' - Radojević 76' (l.n.) | Chi tiết | - Lazetić 17' |

Jagiellonia Białystok thắng với tổng tỷ số 6–2.
| Celje           | 2–2      | APOEL                     |
| --------------- | -------- | ------------------------- |
| - Kučys 2', 59' | Chi tiết | - Abagna 32' - Laifis 70' |

| APOEL | 0–2      | Celje                       |
| ----- | -------- | --------------------------- |
|       | Chi tiết | - Kučys 45+4' - Svetlin 51' |

Celje thắng với tổng tỷ số 4–2.
| Víkingur Reykjavík               | 2–1      | Panathinaikos             |
| -------------------------------- | -------- | ------------------------- |
| - Atlason 13' - Vilhjálmsson 56' | Chi tiết | - Ioannidis 90+1' (ph.đ.) |

| Panathinaikos                 | 2–0      | Víkingur Reykjavík |
| ----------------------------- | -------- | ------------------ |
| - Mladenović 70' - Tetê 90+5' | Chi tiết |                    |

Panathinaikos thắng với tổng tỷ số 3–2.
| Copenhagen      | 1–2      | 1. FC Heidenheim              |
| --------------- | -------- | ----------------------------- |
| - Larsson 45+1' | Chi tiết | - Keller 59' - Siersleben 85' |

| 1. FC Heidenheim | 1–3 (s.h.p.) | Copenhagen                                      |
| ---------------- | ------------ | ----------------------------------------------- |
| - Scienza 74'    | Chi tiết     | - Chiakha 37' - Diks 53' (ph.đ.) - Huescas 114' |

Copenhagen thắng với tổng tỷ số 4–3.
| Molde | 0–1      | Shamrock Rovers |
| ----- | -------- | --------------- |
|       | Chi tiết | - Noonan 57'    |

| Shamrock Rovers                                        | 0–1 (s.h.p.) | Molde                                        |
| ------------------------------------------------------ | ------------ | -------------------------------------------- |
|                                                        | Chi tiết     | - Eikrem 10'                                 |
| Loạt sút luân lưu                                      |              |                                              |
| - Healy - M. Noonan - Greene - J. O'Sullivan - McEneff | 4–5          | - Ihler - Stenevik - Enggård - Daga - Hestad |

Tổng tỷ số 1–1. Molde thắng 5–4 trên chấm luân lưu.
| Omonia               | 1–1      | Pafos       |
| -------------------- | -------- | ----------- |
| - Semedo 51' (ph.đ.) | Chi tiết | - Oršić 84' |

| Pafos                   | 2–1      | Omonia        |
| ----------------------- | -------- | ------------- |
| - Bruno 28' - Silva 65' | Chi tiết | - Jovetić 60' |

Pafos thắng với tổng tỷ số 3–2.
| Borac Banja Luka | 1–0      | Olimpija Ljubljana |
| ---------------- | -------- | ------------------ |
| - Ogrinec 90+1'  | Chi tiết |                    |

| Olimpija Ljubljana | 0–0      | Borac Banja Luka |
| ------------------ | -------- | ---------------- |
|                    | Chi tiết |                  |

Borac Banja Luka thắng chung cuộc 1–0.

## Vòng 16 đội
Lễ bốc thăm vòng 16 đội được tổ chức vào ngày 21 tháng 2 năm 2025, 14:00 CET.

### Hạt giống
Vì bảng đấu đã được ấn định, nên lễ bốc thăm chỉ bao gồm bốn nhóm hạt giống, dựa trên các cặp đấu được xác định trước ở vòng đấu loại trực tiếp, với tám đội đứng đầu được phân bổ dựa vào vị trí cuối cùng của họ ở vòng đấu hạng. Các đội có vị trí từ 1 đến 8 được xếp hạt giống (thi đấu trận lượt về trên sân nhà), trong khi các vị trí trong bảng đấu của những đội thắng ở vòng đấu loại trực tiếp (không được xếp hạt giống) đã được xác định trước. Tám đội đứng đầu được bốc thăm vào bảng đấu với một trong hai đối thủ có thể của họ.
| 1/2 vs 15/16/17/18               | 1/2 vs 15/16/17/18        | 3/4 vs 13/14/19/20        | 3/4 vs 13/14/19/20                 |
| Hạt giống                        | Được xác định trước       | Hạt giống                 | Được xác định trước                |
| -------------------------------- | ------------------------- | ------------------------- | ---------------------------------- |
| - Chelsea - Vitória de Guimarães | - Real Betis - Copenhagen | - Fiorentina - Rapid Wien | - Panathinaikos - Borac Banja Luka |

| 5/6 vs 11/12/21/22        | 5/6 vs 11/12/21/22  | 7/8 vs 9/10/23/24              | 7/8 vs 9/10/23/24               |
| Hạt giống                 | Được xác định trước | Hạt giống                      | Được xác định trước             |
| ------------------------- | ------------------- | ------------------------------ | ------------------------------- |
| - Djurgårdens IF - Lugano | - Celje - Pafos     | - Legia Warsaw - Cercle Brugge | - Jagiellonia Białystok - Molde |

### Bảng tóm tắt
Các trận lượt đi diễn ra vào ngày 6 tháng 3 và lượt về diễn ra vào ngày 13 tháng 3 năm 2025.
| Đội 1                 | TTSTooltip Aggregate score | Đội 2                | Lượt đi | Lượt về      |
| --------------------- | -------------------------- | -------------------- | ------- | ------------ |
| Real Betis            | 6–2                        | Vitória de Guimarães | 2–2     | 4–0          |
| Jagiellonia Białystok | 3–2                        | Cercle Brugge        | 3–0     | 0–2          |
| Celje                 | 5–5 (3–1 p)                | Lugano               | 1–0     | 4–5 (s.h.p.) |
| Panathinaikos         | 4–5                        | Fiorentina           | 3–2     | 1–3          |
| Copenhagen            | 1–3                        | Chelsea              | 1–2     | 0–1          |
| Molde                 | 3–4                        | Legia Warsaw         | 3–2     | 0–2 (s.h.p.) |
| Pafos                 | 1–3                        | Djurgårdens IF       | 1–0     | 0–3          |
| Borac Banja Luka      | 2–3                        | Rapid Wien           | 1–1     | 1–2 (s.h.p.) |

### Các trận đấu
| Real Betis               | 2–2      | Vitória de Guimarães        |
| ------------------------ | -------- | --------------------------- |
| - Bakambu 48' - Isco 75' | Chi tiết | - Mendes 51' - Oliveira 81' |

| Vitória de Guimarães | 0–4      | Real Betis                                |
| -------------------- | -------- | ----------------------------------------- |
|                      | Chi tiết | - Bakambu 5', 20' - Antony 58' - Isco 80' |

Real Betis thắng với tổng tỷ số 6–2.
| Jagiellonia Białystok                     | 3–0      | Cercle Brugge |
| ----------------------------------------- | -------- | ------------- |
| - Pululu 69' (ph.đ.), 78' - Romanczuk 75' | Chi tiết |               |

| Cercle Brugge                             | 2–0      | Jagiellonia Białystok |
| ----------------------------------------- | -------- | --------------------- |
| - Van der Bruggen 8' - Felipe Augusto 50' | Chi tiết |                       |

Jagiellonia Białystok thắng với tổng tỷ số 3–2.
| Celje         | 1–0      | Lugano |
| ------------- | -------- | ------ |
| - Svetlin 23' | Chi tiết |        |

| Lugano                                                            | 5–4 (s.h.p.) | Celje                                                        |
| ----------------------------------------------------------------- | ------------ | ------------------------------------------------------------ |
| - Mahmoud 21' - Koutsias 42', 80' - Dos Santos 44' - Doumbia 118' | Chi tiết     | - Sešlar 40' - Svetlin 68' - Kučys 90+5' (ph.đ.) - Nieto 97' |
| Loạt sút luân lưu                                                 |              |                                                              |
| - Przybyłko - Steffen - Mai - Cimignani                           | 1–3          | - Edmilson - Sešlar - Karničnik                              |

Tổng tỷ  số 5–5, Celje thắng 3–1 trên chấm luân lưu.
| Panathinaikos                              | 3–2      | Fiorentina                  |
| ------------------------------------------ | -------- | --------------------------- |
| - Świderski 5' - Maksimović 19' - Tetê 55' | Chi tiết | - Beltrán 20' - Fagioli 23' |

| Fiorentina                                    | 3–1      | Panathinaikos           |
| --------------------------------------------- | -------- | ----------------------- |
| - Mandragora 12' - Guðmundsson 24' - Kean 75' | Chi tiết | - Ioannidis 81' (ph.đ.) |

Fiorentina thắng với tổng tỷ số 5–4.
| Copenhagen    | 1–2      | Chelsea                     |
| ------------- | -------- | --------------------------- |
| - Pereira 79' | Chi tiết | - James 46' - Fernández 65' |

| Chelsea             | 1–0      | Copenhagen |
| ------------------- | -------- | ---------- |
| - Dewsbury-Hall 55' | Chi tiết |            |

Chelsea thắng với tổng tỷ số 3–1.
| Molde                                        | 3–2      | Legia Warszawa                |
| -------------------------------------------- | -------- | ----------------------------- |
| - Hestad 11' - Eriksen 17' - Gulbrandsen 43' | Chi tiết | - Chodyna 64' - Luquinhas 67' |

| Legia Warszawa              | 2–0 (s.h.p.) | Molde |
| --------------------------- | ------------ | ----- |
| - Morishita 34' - Gual 108' | Chi tiết     |       |

Legia Warszawa thắng với tổng tỷ số 4–3.
| Pafos          | 1–0      | Djurgårdens IF |
| -------------- | -------- | -------------- |
| - Tanković 65' | Chi tiết |                |

| Djurgårdens IF                             | 3–0      | Pafos |
| ------------------------------------------ | -------- | ----- |
| - Fallenius 35' - Stensson 69' - Nguen 86' | Chi tiết |       |

Djurgårdens IF thắng với tổng tỷ số 3–1.
| Borac Banja Luka        | 1–1      | Rapid Wien  |
| ----------------------- | -------- | ----------- |
| - Vuković 90+2' (ph.đ.) | Chi tiết | - Beljo 34' |

| Rapid Wien               | 2–1 (s.h.p.) | Borac Banja Luka |
| ------------------------ | ------------ | ---------------- |
| - Beljo 70' - Schaub 96' | Chi tiết     | - Ogrinec 66'    |

Rapid Wien thắng với tổng tỷ số 3–2.

## Tứ kết
Lễ bốc thăm thứ tự các trận lượt đi tứ kết được tổ chức vào ngày 21 tháng 2 năm 2025, 14:00 CET, sau lễ bốc thăm vòng 16 đội.

### Bảng tóm tắt
Các trận lượt đi diễn ra vào ngày 10 tháng 4 và lượt về diễn ra vào ngày 17 tháng 4 năm 2025.
| Đội 1          | TTSTooltip Aggregate score | Đội 2                 | Lượt đi | Lượt về      |
| -------------- | -------------------------- | --------------------- | ------- | ------------ |
| Real Betis     | 3–1                        | Jagiellonia Białystok | 2–0     | 1–1          |
| Celje          | 3–4                        | Fiorentina            | 1–2     | 2–2          |
| Legia Warszawa | 2–4                        | Chelsea               | 0–3     | 2–1          |
| Djurgårdens IF | 4–2                        | Rapid Wien            | 0–1     | 4–1 (s.h.p.) |

1. ↑  Thứ tự hai lượt trận được đảo ngược để tránh xung đột lịch thi đấu với trận đấu ở Europa League giữa Tottenham Hotspur và Eintracht Frankfurtt diễn ra tại cùng thành phố.[42]

### Các trận đấu
| Real Betis                         | 2–0      | Jagiellonia Białystok |
| ---------------------------------- | -------- | --------------------- |
| - Bakambu 24' - J. Rodríguez 45+2' | Chi tiết |                       |

| Jagiellonia Białystok | 1–1      | Real Betis    |
| --------------------- | -------- | ------------- |
| - Churlinov 81'       | Chi tiết | - Bakambu 78' |

Real Betis thắng với tổng tỷ số 3–1.
| Celje                           | 1–2      | Fiorentina                             |
| ------------------------------- | -------- | -------------------------------------- |
| - Delaurier-Chaubet 68' (ph.đ.) | Chi tiết | - Ranieri 27' - Mandragora 62' (ph.đ.) |

| Fiorentina                  | 2–2      | Celje                     |
| --------------------------- | -------- | ------------------------- |
| - Mandragora 37' - Kean 67' | Chi tiết | - Matko 54' - Nemanič 65' |

Fiorentina thắng với tổng tỷ số 4–3.
| Legia Warsaw | 0–3      | Chelsea                         |
| ------------ | -------- | ------------------------------- |
|              | Chi tiết | - George 49' - Madueke 57', 74' |

| Chelsea         | 1–2      | Legia Warsaw                        |
| --------------- | -------- | ----------------------------------- |
| - Cucurella 33' | Chi tiết | - Pekhart 10' (ph.đ.) - Kapuadi 53' |

Chelsea thắng với tổng tỷ số 4–2.
| Djurgårdens IF | 0–1      | Rapid Wien            |
| -------------- | -------- | --------------------- |
|                | Chi tiết | - Finndell 62' (l.n.) |

| Rapid Wien         | 1–4 (s.h.p.) | Djurgårdens IF                                             |
| ------------------ | ------------ | ---------------------------------------------------------- |
| - Une 45+1' (l.n.) | Chi tiết     | - Danielson 42' (ph.đ.) - Kosugi 77' - Gulliksen 93', 105' |

Djurgårdens IF thắng với tổng tỷ số 4–2.

## Bán kết
Lễ bốc thăm thứ tự các trận lượt đi bán kết được tổ chức vào ngày 21 tháng 2 năm 2025, 14:00 CET, sau lễ bốc thăm vòng 16 đội và tứ kết.

### Bảng tóm tắt
Các trận lượt đi diễn ra vào ngày 1 tháng 5 và lượt về diễn ra vào ngày 8 tháng 5 năm 2025.
| Đội 1          | TTSTooltip Aggregate score | Đội 2      | Lượt đi | Lượt về      |
| -------------- | -------------------------- | ---------- | ------- | ------------ |
| Real Betis     | 4–3                        | Fiorentina | 2–1     | 2–2 (s.h.p.) |
| Djurgårdens IF | 1–5                        | Chelsea    | 1–4     | 0–1          |

1. ↑  Thứ tự các lượt trận được đảo ngược để tránh xung đột lịch thi đấu với trận đấu của Tottenham Hotspur tại Europa League ở cùng thành phố.[42]

### Các trận đấu
| Real Betis                   | 2–1      | Fiorentina    |
| ---------------------------- | -------- | ------------- |
| - Ezzalzouli 6' - Antony 64' | Chi tiết | - Ranieri 73' |

| Fiorentina        | 2–2 (s.h.p.) | Real Betis                    |
| ----------------- | ------------ | ----------------------------- |
| - Gosens 34', 42' | Chi tiết     | - Antony 30' - Ezzalzouli 97' |

Real Betis thắng với tổng tỷ số 4–3.
| Djurgårdens IF  | 1–4      | Chelsea                                       |
| --------------- | -------- | --------------------------------------------- |
| - Alemayehu 68' | Chi tiết | - Sancho 13' - Madueke 43' - Jackson 59', 65' |

| Chelsea             | 1–0      | Djurgårdens IF |
| ------------------- | -------- | -------------- |
| - Dewsbury-Hall 38' | Chi tiết |                |

Chelsea thắng với tổng tỷ số 5–1.

## Chung kết
Trận chung kết diễn ra vào ngày 28 tháng 5 năm 2025 tại sân vận động Wrocław ở Wrocław. Đội thắng ở trận bán kết 1 sẽ được chỉ định là đội "chủ nhà" cho mục đích hành chính.
| Real Betis      | 1–4      | Chelsea                                                    |
| --------------- | -------- | ---------------------------------------------------------- |
| - Ezzalzouli 9' | Chi tiết | - Fernández 65' - Jackson 70' - Sancho 83' - Caicedo 90+1' |